# Rallye Monte Carlo 1993

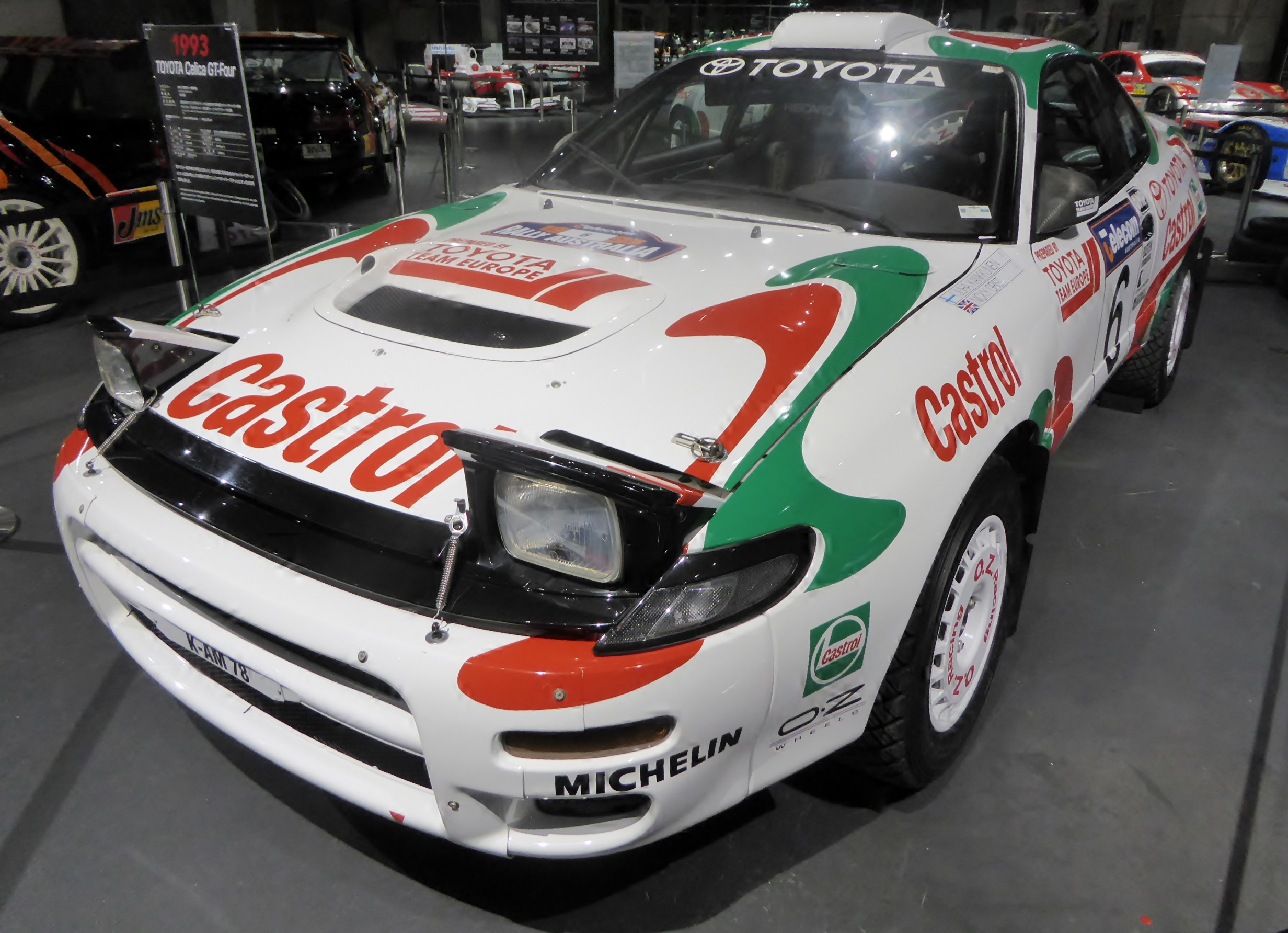
Das Siegerauto der Rallye Monte Carlo 1993, ein Toyota Celica Turbo.

Die 61. Rallye Monte Carlo war der 1. Lauf zur Rallye-Weltmeisterschaft 1993. Sie fand vom 23. bis zum 27. Januar in der Region von Monaco statt.

## Klassifikationen

### Endergebnis
| Rang | Fahrer                 | Co-Pilot           | Auto                      | Zeit (Std./Min./Sek.) | Rückstand Sieger (Min./Sek.) Rückstand V (Min./Sek.) |
| ---- | ---------------------- | ------------------ | ------------------------- | --------------------- | ---------------------------------------------------- |
| 1    | Didier Auriol          | Bernard Occelli    | Toyota Celica Turbo       | 6:13:43               | 00:00                                                |
| 2    | François Delecour      | Daniel Grataloup   | Ford Escort RS Cosworth   | 6:13:58               | 00:15                                                |
| 3    | Miki Biasion           | Tiziano Siviero    | Ford Escort RS Cosworth   | 6:16:59               | 03:16 03:01                                          |
| 4    | Kenneth Eriksson       | Staffan Parmander  | Mitsubishi Lancer Evo I   | 6:31:30               | 17:47 14:31                                          |
| 5    | Juha Kankkunen         | Juha Piironen      | Toyota Celica Turbo       | 6:32:43               | 19:00 01:13                                          |
| 6    | Armin Schwarz          | Nicky Grist        | Mitsubishi Lancer Evo I   | 6:39:45               | 26:02 07:02                                          |
| 7    | Oliver Burri           | Christophe Hofmann | Ford Sierra RS Cosworth   | 6:51:03               | 37:20 11:18                                          |
| 8    | Bruno Thiry            | Stéphane Prévot    | Opel Astra GSi 16V        | 6:54:08               | 40:25 03:05                                          |
| 9    | Christophe Spiliotis   | Hervé Thibaud      | Lancia Delta HF Integrale | 6:56:24               | 42:41 02:16                                          |
| 10   | Jean-Baptiste Serpaggi | Francis Serpaggi   | Ford Escort RS Cosworth   | 6:57:58               | 44:15 01:34                                          |

Insgesamt wurden 86 von 167 gemeldeten Fahrzeuge klassiert:

### Wertungsprüfungen
| Tag            | WP                          | Name                          | Länge    | Start MESZ                | Gewinner                   | Co-Pilot                                          | Auto                      | Zeit          | Leader            |
| Tag 1 23. Jan. |                             |                               |          |                           |                            |                                                   |                           |               |                   |
| -------------- | --------------------------- | ----------------------------- | -------- | ------------------------- | -------------------------- | ------------------------------------------------- | ------------------------- | ------------- | ----------------- |
| Tag 1 23. Jan. | WP1                         | Col de Turini 1               | 22,21 km | 08:33                     | Andrea Aghini              | Sauro Farnocchia                                  | Lancia Delta HF Integrale | 15:50         | Andrea Aghini     |
| Tag 1 23. Jan. | WP2                         | Point des Miolans – St. Auban | 22,72 km | 10:36                     | François Delecour          | Daniel Grataloup                                  | Ford Escort RS Cosworth   | 13:47         | François Delecour |
| Tag 1 23. Jan. | WP3                         | Col du Corobin                | 19,60 km | 12:19                     | François Delecour          | Daniel Grataloup                                  | Ford Escort RS Cosworth   | 12:56         | François Delecour |
| Tag 1 23. Jan. | WP4                         | Col de Perty                  | 27,37 km | 14:42                     | Miki Biasion               | Tiziano Sieviero                                  | Ford Escort RS Cosworth   | 16:18         | François Delecour |
| Tag 1 23. Jan. | WP5                         | La Motte Chalancon            | 23,39 km | 16:20                     | Didier Auriol              | Bernard Occelli                                   | Toyota Celica Turbo       | 14:23         | François Delecour |
| Tag 1 23. Jan. | WP6                         | St. Pierreville - Antraigues  | 35,97 km | 18:55                     | François Delecour          | Daniel Grataloup                                  | Ford Escort RS Cosworth   | 21:59         | François Delecour |
| Tag 2 24. Jan. |                             |                               |          |                           |                            |                                                   |                           |               | François Delecour |
| WP7            | Burzet                      | 41,41 km                      | 08:48    | Carlos Sainz Miki Biasion | Luis Moya Tiziano Sieviero | Lancia Delta HF Integrale Ford Escort RS Cosworth | 24:40                     |               | François Delecour |
| WP8            | St. Bonnet le Froid         | 25,74 km                      | 10:41    | François Delecour         | Daniel Grataloup           | Ford Escort RS Cosworth                           | 13:27                     |               | François Delecour |
| WP9            | Lalouvesc                   | 32,76 km                      | 11:29    | Miki Biasion              | Tiziano Sieviero           | Ford Escort RS Cosworth                           | 19:52                     |               | François Delecour |
| WP10           | St. Jean en Royans          | 25,44 km                      | 14:14    | François Delecour         | Daniel Grataloup           | Ford Escort RS Cosworth                           | 12:52                     |               | François Delecour |
| WP11           | Rosans – Col de la Saulce   | 30,38 km                      | 16:58    | Didier Auriol             | Bernard Occelli            | Toyota Celica Turbo                               | 18:29                     |               | François Delecour |
| WP12           | Plan de Vitrolles - Sigoyer | 18,86 km                      | 18:31    | Didier Auriol             | Bernard Occelli            | Toyota Celica Turbo                               | 11:26                     |               | François Delecour |
| Tag 3 25. Jan. |                             |                               |          |                           |                            |                                                   |                           |               | François Delecour |
| WP13           | Col des Garcinets           | 22,78 km                      | 10:13    | Carlos Sainz              | Luis Moya                  | Lancia Delta HF Integrale                         | 14:37                     |               | François Delecour |
| WP14           | Sisteron - Thoard           | 36,87 km                      | 11:21    | Carlos Sainz              | Luis Moya                  | Lancia Delta HF Integrale                         | 23:22                     |               | François Delecour |
| WP15           | Malijai - Puimichel         | 12,32 km                      | 12:39    | Miki Biasion              | Tiziano Sieviero           | Ford Escort RS Cosworth                           | 7:46                      |               | François Delecour |
| WP16           | Trigance - Chateauvieux     | 27,57 km                      | 15:10    | Didier Auriol             | Bernard Occelli            | Toyota Celica Turbo                               | 15:08                     |               | François Delecour |
| WP17           | Col de Bleine 1             | 33,52 km                      | 16:28    | Didier Auriol             | Bernard Occelli            | Toyota Celica Turbo                               | 22:50                     |               | François Delecour |
| Tag 4 27. Jan. |                             |                               |          |                           |                            |                                                   |                           |               | François Delecour |
| WP18           | Col de Turini 2             | 22,21 km                      | 00:33    | François Delecour         | Daniel Grataloup           | Ford Escort RS Cosworth                           | 15:37                     |               | François Delecour |
| WP19           | Col de la Couillole         | 22,15 km                      | 01:59    | Didier Auriol             | Bernard Occelli            | Toyota Celica Turbo                               | 13:37                     |               | François Delecour |
| WP20           | Entrevaux                   | 30,57 km                      | 03:24    | Didier Auriol             | Bernard Occelli            | Toyota Celica Turbo                               | 20:01                     |               | François Delecour |
| WP21           | Col de Bleine 2             | 33,52 km                      | 05:11    | Didier Auriol             | Bernard Occelli            | Toyota Celica Turbo                               | 22:33                     | Didier Auriol |                   |
| WP22           | St. Antonin - Tourette      | 26,26 km                      | 06:04    | Didier Auriol             | Bernard Occelli            | Toyota Celica Turbo                               | 18:32                     | Didier Auriol |                   |

### Gewinner Wertungsprüfungen
| WP                       | Anzahl | Fahrer            | Auto                      |
| ------------------------ | ------ | ----------------- | ------------------------- |
| 5, 11, 12, 16, 17, 19–22 | 9      | Didier Auriol     | Toyota Celica Turbo       |
| 2, 3, 6, 8, 10, 18       | 6      | François Delecour | Ford Escort RS Cosworth   |
| 4, 7, 9, 15              | 4      | Miki Biasion      | Ford Escort RS Cosworth   |
| 7, 13, 14                | 3      | Carlos Sainz      | Lancia Delta HF Integrale |
| 1                        | 1      | Andrea Aghini     | Lancia Delta HF Integrale |

### Fahrer-Weltmeisterschaft
| Pos. | Fahrer            | Punkte |
| ---- | ----------------- | ------ |
| 1    | Didier Auriol     | 20     |
| 2    | Francois Delecour | 15     |
| 3    | Massimo Biasion   | 12     |
| 4    | Kenneth Eriksson  | 10     |
| 5    | Juha Kankkunen    | 8      |

### Herstellerwertung
| Pos. | Team       | Punkte |
| ---- | ---------- | ------ |
| 1    | Toyota     | 20     |
| 2    | Ford       | 17     |
| 3    | Mitsubishi | 12     |